# 艦隊戦闘章
艦隊戦闘章(かんたいせんとうしょう、ドイツ語: Flotten-Kriegsabzeichen)は、ナチス・ドイツの勲章。

## 概要
ドイツ国防軍海軍によって1941年4月に制定された。デザインはヴィルヘルム・エルンスト・ピークハウスによる。授与対象は、戦艦や巡洋艦などの艦艇に乗り込み、以下に定める授与資格を満たした者である。
また、制定前の戦闘もさかのぼって授与対象となった。

## 授与資格
艦隊戦闘章を受けるためには、戦艦や巡洋艦で12週間以上勤務しなければならなかった。ただし、以下の条件に1つでも合致する者は条件の軽減や免除措置が取られた。
- 航海中に負傷、もしくは死亡した者
- 優秀な戦績を残した者
- 航海の成功
- 乗船の沈没
- イギリスの仮装巡洋艦ラワルピンディを撃沈したドイツの戦艦シャルンホルスト及びグナイゼナウの乗員
- ヤンマイエン島南方で商船2隻を撃沈した装甲艦リュッツォウの乗員
- 1944年11月12日、イギリス空軍の空襲で沈没した戦艦ティルピッツの乗員